# دانشگاه علوم پزشکی فسا
دانشگاه علوم پزشکی و خدمات بهداشتی درمانی فسا دانشگاهی دولتی تحت نظر وزارت بهداشت، درمان و آموزش پزشکی واقع در شهر فسا می‌باشد.  این دانشگاه بعد از دانشگاه علوم پزشکی شیراز دومین دانشگاه علوم پزشکی برتر استان فارس است. دانشگاه علوم پزشکی فسا با چهار دانشکده، یک مرکز تحقیقاتی و ۳ بیمارستان آموزشی درمانی دکتر شریعتی ، حضرت ولیعصر و امام حسین با ۶۵۴ تخت بیمارستانی درحال ارائه خدمت به مردم شهرستان فسا است.

## تاریخچه
دانشکده پزشکی فسا در سال ۱۳۵۶ زیر نظر دانشگاه علوم پزشکی شیراز مصوب شد و در سال ۱۳۶۵ شروع به کار کرد و از سال ۱۳۷۵ با عنوان دانشکده علوم پزشکی فسا به صورت واحدی مستقل زیر نظر وزارت بهداشت در آمد. در سال ۱۳۸۶ دانشکده علوم پزشکی فسا به دانشگاه علوم پزشکی فسا ارتقا یافت.
این دانشگاه حائز کسب رتبه برتر جشنواره رازی برای ششمین سال متوالی توسط کمیته تحقیقات دانشجویی دانشگاه‌های کشور و رتبه اول رشد وبومتریکس در بین دانشگاه‌های علوم پزشکی کشور شده‌ است.

## دانشکده‌ها
- دانشکده پزشکی
- دانشکده بهداشت
- دانشکده پیراپزشکی
- دانشکده پرستاری و مامایی

## بیمارستان ها

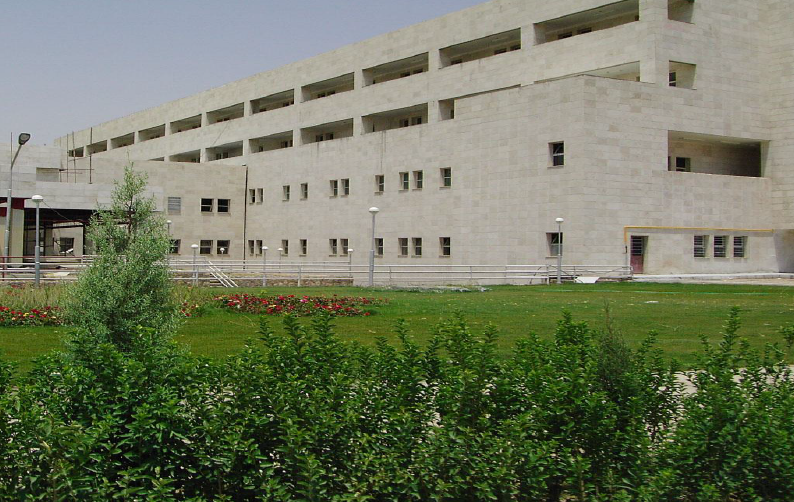
بیمارستان حضرت ولی‌عصر

### بیمارستان ولی عصر
بیمارستان حضرت ولی‌عصر بیمارستانی است آموزشی-درمانی در فسا، جنوب استان فارس که تحت پوشش دانشگاه علوم پزشکی فسا قرار دارد و در سال ۱۳۷۵ کلنگ زنی شد و درخ ۱۳۸۶ با هزینه ۱۳۰ میلیارد ریال در زمینی به مساحت ۶۹ هکتار با زیربنای ۲۴ هزار مترمربع افتتاح شده‌ است.
بیمارستان حضرت ولی عصر با ۲۵۱ تخت مصوب و ۳۲۲ تخت فعال، دارای بخش‌های قلب، داخلی، اطفال، جراحی، زنان، اتفاقات، آزمایشگاه، رادیولوژی، فیزیوتراپی، آنژیوگرافی، سونوگرافی، سی‌تی‌اسکن، سی‌سی‌یو، آی‌سی‌یو وسنگ شکن و... و درمانگاه‌های تخصصی و فوق تخصصی است.

### بیمارستان دکتر علی شریعتی
بیمارستان دکتر شریعتی بیمارستانی است آموزشی درمانی واقع در شهر فسا، استان فارس وابسته به دانشگاه علوم پزشکی فسا با ظرفیت ۲۵ تخت فعال که در سال ۱۳۵۲ شمسی تأسیس شد و هم اکنون با ۱۴۴ فعال در حال فعالیت است.
بخش‌های بستری موجود در این بیمارستان عبارتند از: عفونی، نورولوژی، اعصاب و روان، اورژانس و آنکولوژی

### بیمارستان امام حسین
بیمارستان امام حسین بیمارستانی است آموزشی- درمانی در فسا، شرق استان فارس تحت پوشش دانشگاه علوم پزشکی فسا با ۱۸۴ تخت که در سال ۱۴۰۲ افتتاح شد. عملیات ساخت این بیمارستان از سال ۱۳۸۹ در زمینی با زیربنای ۱۶ هزار متر مربع در ۴ طبقه آغاز و برای ساخت و تجهیز آن، ۱۰۰۰ میلیارد تومان هزینه شده است.

### مرکز غربالگری سرطان ولی عصر
اين مركز در زميني با زيربناي يك هزار مترمربع و با هزينه اي افزون بر 15ميليارد ريال در بيمارستان ولي عصر  فسا احداث شده است. اين مركز به دستگاه هاي ماموگرافي، آندوسكوپي، سونوگرافي و كولونوسكوپي مجهز است و افزون بر شهرستان فسا شهرستان هاي شرق استان فارس هم مي توانند از امكانات آن بهره مند شوند. سرطان سينه، پوست، معده، روده بزرگ، مثانه و پروستات از سرطان هاي شايع در شهرستان فسا به شمار مي آيند، اما با تجهيز هر چه بهتر اين مركز مي توان در امر تشخيص و پيشگيري از ابتلاي افراد به اين بيماري، گام هاي موثرتري برداشت.

## مرکز تحقیقاتی
مرکز تحقیقاتی بیماری‌های غیرواگیر در آبان ماه ۱۳۹۳ تأسیس شد. فعالیت این مرکز در حوزه تعیین عوامل خطر ابتلا به بیماری‌ها می‌باشد و اختالالت روانپزشکی نیز از اهداف اصلی محققان در مرکز مطالعه کوهورت جوانان است.